# Ладонія (Техас)
Ладонія (англ. Ladonia) — місто (англ. town) в США, в окрузі Фаннін штату Техас. Населення — 597 осіб (2020).

## Географія
Ладонія розташована за координатами 33°25′42″ пн. ш. 95°56′54″ зх. д. / 33.42833° пн. ш. 95.94833° зх. д. (33.428376, -95.948222).  За даними Бюро перепису населення США в 2010 році місто мало площу 5,16 км², уся площа — суходіл.

## Демографія
Згідно з переписом 2010 року, у місті мешкало 612 осіб у 242 домогосподарствах у складі 153 родин. Густота населення становила 119 осіб/км².  Було 325 помешкань (63/км²).
Расовий склад населення:
| - 61,3 % — білих - 36,3 % — чорних або афроамериканців - 0,5 % — азіатів - 0,2 % — корінних американців |

До двох чи більше рас належало 1,0 %. Частка іспаномовних становила 3,3 % від усіх жителів.
За віковим діапазоном населення розподілялося таким чином: 28,3 % — особи молодші 18 років, 55,4 % — особи у віці 18—64 років, 16,3 % — особи у віці 65 років та старші. Медіана віку мешканця становила 39,4 року. На 100 осіб жіночої статі у місті припадало 97,4 чоловіків;  на 100 жінок у віці від 18 років та старших — 94,2 чоловіків також старших 18 років.
Середній дохід на одне домашнє господарство  становив 37 921 долар США (медіана — 30 313), а середній дохід на одну сім'ю — 41 870 доларів (медіана — 34 250). За межею бідності перебувало 28,5 % осіб, у тому числі 36,6 % дітей у віці до 18 років та 13,4 % осіб у віці 65 років та старших.
Цивільне працевлаштоване населення становило 182 особи. Основні галузі зайнятості: освіта, охорона здоров'я та соціальна допомога — 35,7 %, виробництво — 14,3 %, роздрібна торгівля — 9,9 %, науковці, спеціалісти, менеджери — 8,8 %.